# Dragomirești (Maramureș)
Dragomirești (em húngaro: Dragomérfalva; em alemão: Dragomir) é uma cidade do județ (distrito) de Maramureș, na região histórica da Transilvânia, Roménia. Em 2011 tinha 3 213 habitantes e em 2016 estimava-se que tivesse 3 256 habitantes. A área administrada pela cidade tem 101,1 km².[carece de fontes?]
A cidade situa-se no vale do rio Iza, afluente do Tisa, na parte nordeste do distrito, a 100 km de Baia Mare, a capital distrital e a 45 km de Sighetu Marmației, a capital histórica de Maramureș.

## História
A primeira menção escrita da vila data de 1405.[carece de fontes?] Fez parte do Reino da Hungria até 1920, quando o Tratado de Trianon atribuiu a Transilvânia à Roménia.
A vila teve uma importante comunidade judia, que representava mais de 20% da população em 1930 e que foi completamente exterminada em Auschwitz, quando a Transilvânia esteve ocupada pela Hungria, aliada de Hitler.

## Demografia
Segundo o censo de 2011, 97,4% da população era romena e 0,4% cigana. Em termos religiosos, 92,7% da população era ortodoxa romena e 4,8% greco-católica.
Segundo o censo de 1910, a vila tinha 1 801 habitantes romenos (69%), 688 alemães (26,4%) e 104 húngaros (4%). No censo 1930 foram registados 73,7% romenos, 23,4% judeus, 2,2% húngaros e 1% alemães.